# Danilo
Danilo Luiz da Silva (sinh ngày 15 tháng 7 năm 1991), thường được biết đến với tên gọi Danilo, là một cầu thủ bóng đá chuyên nghiệp người Brazil hiện đang thi đấu ở vị trí hậu vệ phải hoặc trung vệ cho câu lạc bộ Campeonato Brasileiro Série A Flamengo và đội tuyển bóng đá quốc gia Brazil.
Anh bắt đầu sự nghiệp của mình với América Mineiro trước khi chuyển đến Santos, nơi anh ghi bàn thắng năm 2011 Copa Libertadores. Trong tháng 1 năm 2012, anh chuyển đến Porto, nơi anh giành được danh hiệu Giải bóng đá vô địch quốc gia Bồ Đào Nha liên tiếp, và ký hợp đồng với Real Madrid trị giá 31,5 triệu € trong năm 2015; hai năm sau đó, anh tham gia Manchester City. Sau hai năm thành công tại Etihad, nơi Danilo giành được hai Premier League, một Cup FA, hai Cup Carabao và một Community Shield, Danilo gia nhập Juventus trong một phần của thỏa thuận gửi João Cancelo đến Manchester City.
Danilo có buổi ra mắt đội tuyển Brazil cấp chuyên nghiệp vào năm 2011, ngoài ra anh cũng từng giành chức vô địch U-20 World Cup 2011 và giành huy chương bạc tại Thế vận hội Mùa hè 2012. Anh đại diện cho đất nước tham dự hai kỳ FIFA World Cup vào các năm 2018 và 2022, và hai kỳ Copa America vào các năm 2021 và 2024.

## Sự nghiệp câu lạc bộ

### Santos
Danilo sinh ra ở Bicas, Minas Gerais, Brasil. Anh tham gia đội trẻ América Futebol Clube lúc 12 tuổi. Tháng 5 năm 2010, Danilo đầu quân cho câu lạc bộ Santos. Danilo đã giành Campeonato Paulista vào năm 2011, và thi đấu 2 mùa giải với câu lạc bộ.

### Porto

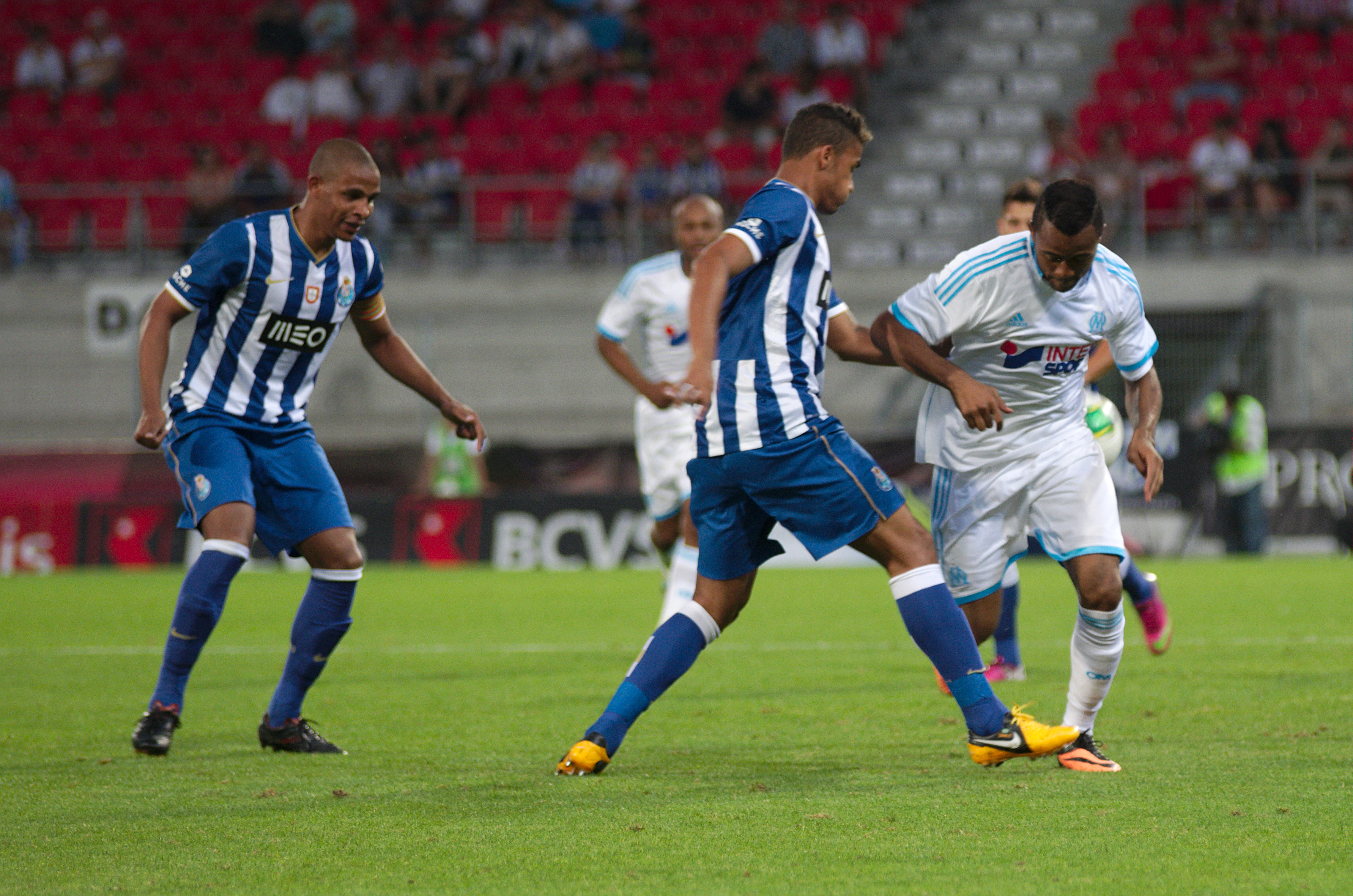
Danilo trong quãng thời gian thi đấu ở Porto

Vào đầu tháng 1 năm 2012, sau năm 2011 FIFA Club World Cup, Danilo ký hợp đồng với câu lạc bộ F.C. Porto ở Bồ Đào Nha với số tiền 13.000.000 € có thời hạn 4 năm. Danilo là cầu thủ dự bị cho Cristian Sapunaru trong mùa giải đầu tiên, nhưng ngay sau đó đã trở thành sự lựa chọn số 1 cho câu lạc bộ. Anh cùng Alex Sandro đồng hương người Brasil, tạo nên bộ đôi hậu vệ cánh cực kỳ lợi hại ở Porto.

### Real Madrid
Vào ngày 31 tháng 3 năm 2015, Real Madrid mua Danilo từ câu lạc bộ Porto với giá 31.500.000 €, bản hợp đồng có thời hạn 6 năm.

### Manchester City
Vào ngày 23 tháng 7 năm 2017, Danilo gia nhập câu lạc bộ Manchester City với một bản hợp đồng có thời hạn 5 năm trị giá khoảng 26,5 triệu euro. Anh ghi bàn thắng đầu tiên cho đội bóng mới và ngày 23 tháng 12, khi vào sân thay Fabian Delph trong trận đấu trên sân nhà trước AFC Bournemouth và ghi bàn thắng ấn định tỷ số 4-0.

### Juventus
Ngày 07 tháng 8 năm 2019, Danilo gia nhập đội bóng vô địch Serie A Juventus với bản hợp đồng 5 năm có giá trị 37 triệu €, trong một bản hợp đồng này gửi João Cancelo đến Manchester City trị giá 65 triệu €.

## Sự nghiệp quốc tế
Danilo có trận ra mắt đội tuyển Brasil vào ngày 14 tháng 9 năm 2011 khi đó anh mới chỉ 20 tuổi.
Danilo đại diện cho U-23 Brasil thi đấu tại Thế vận hội Mùa hè 2012, thi đấu 4 trận và ghi một bàn vào lưới New Zealand ở vòng bảng (3-0). Kết thúc thế vận hội, Danilo giành huy chương bạc cùng đội tuyển Brasil.

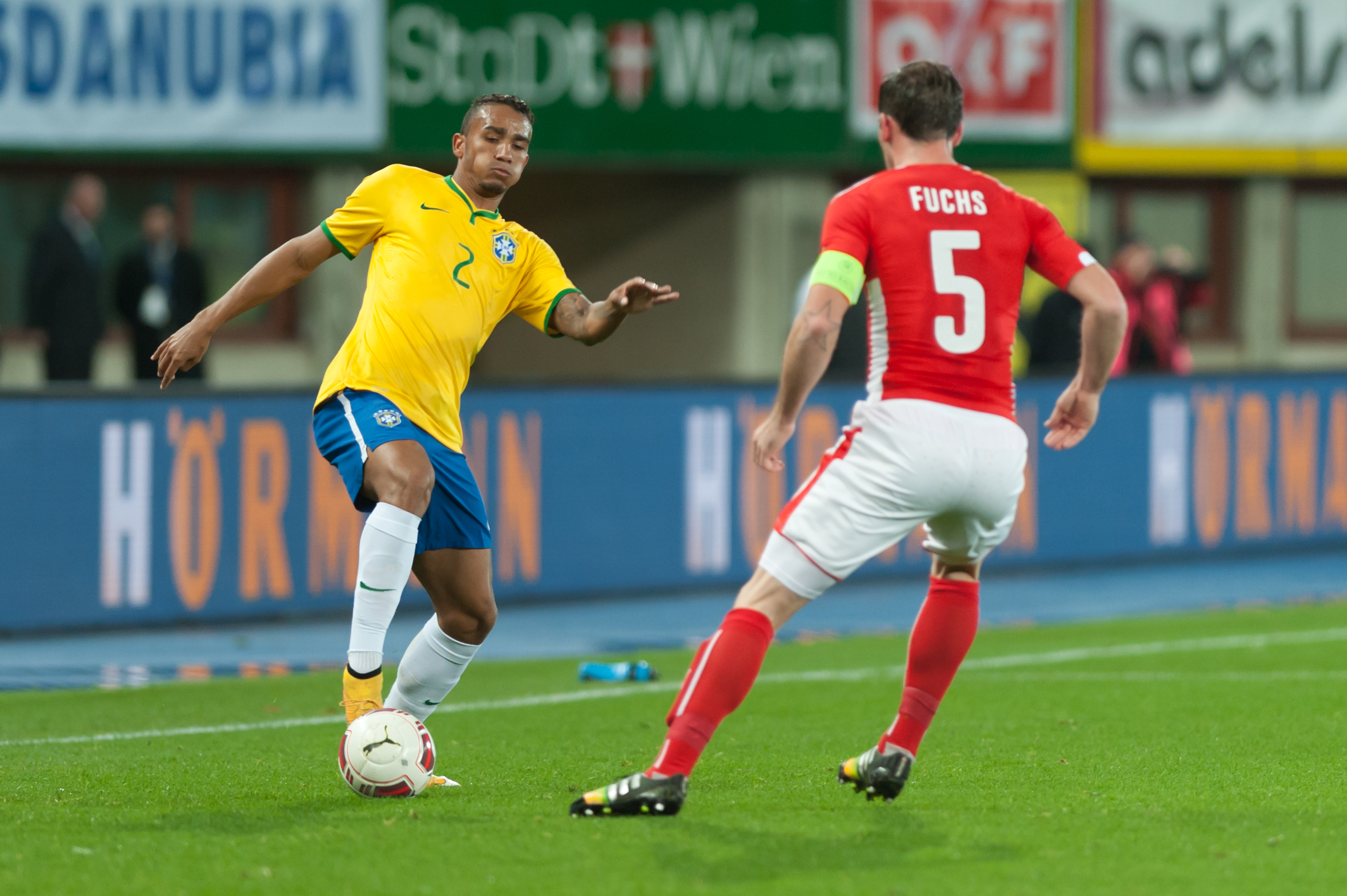
Danilo đang cản phá cầu thủ Christian Fuchs của Áo trong trận giao hữu vào năm 2014.

## Thống kê

### Câu lạc bộ
Tính đến 23 tháng 5 năm 2021
| Câu lạc bộ          | Mùa giải            | Vô địch quốc gia    | Vô địch quốc gia | Vô địch quốc gia | Cúp quôc gia | Cúp quôc gia | Cúp Liên đoàn | Cúp Liên đoàn | Cúp châu lục | Cúp châu lục | Khác    | Khác   | Tổng cộng | Tổng cộng |
| Câu lạc bộ          | Mùa giải            | Hạng đấu            | Số trận          | Số bàn           | Số trận      | Số bàn       | Số trận       | Số bàn        | Số trận      | Số bàn       | Số trận | Số bàn | Số trận   | Số bàn    |
| ------------------- | ------------------- | ------------------- | ---------------- | ---------------- | ------------ | ------------ | ------------- | ------------- | ------------ | ------------ | ------- | ------ | --------- | --------- |
| América Mineiro     | 2009                | Série C             | 8                | 0                | 0            | 0            | —             | —             | —            | —            | 2       | 0      | 10        | 0         |
| América Mineiro     | 2010                | Série B             | 7                | 0                | —            | —            | —             | —             | —            | —            | 12      | 2      | 19        | 2         |
| América Mineiro     | Tổng cộng           | Tổng cộng           | 15               | 0                | 0            | 0            | —             | —             | —            | —            | 14      | 2      | 29        | 2         |
| Santos              | 2010                | Série A             | 26               | 4                | 0            | 0            | —             | —             | 0            | 0            | —       | —      | 26        | 4         |
| Santos              | 2011                | Série A             | 23               | 1                | —            | —            | —             | —             | 14           | 4            | 15      | 1      | 52        | 6         |
| Santos              | Tổng cộng           | Tổng cộng           | 49               | 5                | 0            | 0            | —             | —             | 14           | 4            | 15      | 1      | 78        | 10        |
| Porto               | 2011–12             | Primeira Liga       | 6                | 0                | —            | —            | 1             | 0             | 1            | 0            | —       | —      | 8         | 0         |
| Porto               | 2012–13             | Primeira Liga       | 28               | 2                | 2            | 0            | 5             | 0             | 7            | 0            | 0       | 0      | 42        | 2         |
| Porto               | 2013–14             | Primeira Liga       | 28               | 3                | 5            | 0            | 3             | 0             | 12           | 0            | 0       | 0      | 48        | 3         |
| Porto               | 2014–15             | Primeira Liga       | 29               | 6                | 0            | 0            | 1             | 0             | 10           | 1            | —       | —      | 40        | 7         |
| Porto               | Tổng cộng           | Tổng cộng           | 91               | 11               | 7            | 0            | 10            | 0             | 30           | 1            | 0       | 0      | 138       | 12        |
| Real Madrid         | 2015–16             | La Liga             | 24               | 2                | 0            | 0            | —             | —             | 7            | 0            | —       | —      | 31        | 2         |
| Real Madrid         | 2016–17             | La Liga             | 17               | 1                | 5            | 0            | —             | —             | 3            | 0            | —       | —      | 25        | 1         |
| Real Madrid         | Tổng cộng           | Tổng cộng           | 41               | 3                | 5            | 0            | —             | —             | 10           | 0            | —       | —      | 56        | 3         |
| Manchester City     | 2017–18             | Premier League      | 23               | 3                | 3            | 0            | 6             | 0             | 6            | 0            | —       | —      | 38        | 3         |
| Manchester City     | 2018–19             | Premier League      | 11               | 1                | 3            | 0            | 5             | 0             | 2            | 0            | 0       | 0      | 21        | 1         |
| Manchester City     | Tổng cộng           | Tổng cộng           | 34               | 4                | 6            | 0            | 11            | 0             | 8            | 0            | 0       | 0      | 59        | 4         |
| Juventus            | 2019–20             | Serie A             | 22               | 2                | 4            | 0            | —             | —             | 6            | 0            | 0       | 0      | 32        | 2         |
| Juventus            | 2020–21             | Serie A             | 34               | 1                | 4            | 0            | —             | —             | 7            | 0            | 1       | 0      | 46        | 1         |
| Juventus            | Tổng cộng           | Tổng cộng           | 56               | 3                | 8            | 0            | —             | —             | 13           | 0            | 1       | 0      | 78        | 3         |
| Tổng cộng sự nghiệp | Tổng cộng sự nghiệp | Tổng cộng sự nghiệp | 286              | 26               | 27           | 0            | 21            | 0             | 75           | 5            | 30      | 3      | 439       | 34        |

1. ↑  Bao gồm Cúp quốc gia Bồ Đào Nha, Cúp Nhà vua Tây Ban Nha và Cúp FA
2. ↑  Bao gồm Cúp Liên đoàn Bồ Đào Nha và Cúp Liên đoàn bóng đá Anh
3. 1 2  Ra sân ở Campeonato Mineiro
4. ↑  Ra sân ở Copa Libertadores
5. ↑  13 trận ở Campeonato Paulista, 2 trận và 1 bàn thắng ở Giải vô địch bóng đá thế giới các câu lạc bộ
6. ↑  Ra sân ở UEFA Europa League
7. 1 2 3 4 5 6 7 8  Ra sân ở UEFA Champions League
8. ↑  6 lần ra sân ở UEFA Champions League, 6 lần ở UEFA Europa League
9. ↑  Appearance in Supercoppa Italiana

### Quốc tế
Tính đến ngày 26 tháng 3 năm 2024
| Đội tuyển quốc gia | Năm       | Số trận | Số bàn |
| ------------------ | --------- | ------- | ------ |
| Brasil             | 2011      | 2       | 0      |
| Brasil             | 2012      | 4       | 0      |
| Brasil             | 2014      | 5       | 0      |
| Brasil             | 2015      | 4       | 0      |
| Brasil             | 2017      | 1       | 0      |
| Brasil             | 2018      | 6       | 0      |
| Brasil             | 2019      | 3       | 1      |
| Brasil             | 2020      | 4       | 0      |
| Brasil             | 2021      | 15      | 0      |
| Brasil             | 2022      | 5       | 0      |
| Brasil             | 2023      | 5       | 0      |
| Brasil             | 2024      | 2       | 0      |
| Tổng cộng          | Tổng cộng | 56      | 1      |

### Bàn thắng quốc tế
| #  | Ngày                 | Địa điểm                                        | Đối thủ  | Bàn thắng | Kết quả | Giải đấu |
| -- | -------------------- | ----------------------------------------------- | -------- | --------- | ------- | -------- |
| 1. | 19 tháng 11 năm 2019 | Sân vận động Muhammad bin Zayed, Abu Dhabi, UAE | Hàn Quốc | 3–0       | 3–0     | Giao hữu |

## Danh hiệu

### Câu lạc bộ

#### América Mineiro
- Campeonato Brasileiro Série C: 2009

#### Santos
- Campeonato Paulista: 2011
- Copa Libertadores: 2011

#### Porto
- Primeira Liga: 2011–12, 2012–13

#### Real Madrid[3]
- La Liga: 2016–17
- UEFA Champions League: 2015–16, 2016–17
- UEFA Super Cup: 2016
- FIFA Club World Cup: 2016

#### Manchester City
- Premier League: 2017–18, 2018–19[15]
- FA Cup: 2018–19[16]
- EFL Cup: 2017–18,[17] 2018–19[18]

#### Juventus
- Serie A: 2019–20
- Coppa Italia: 2020–21, 2023–24[19]
- Supercoppa Italiana: 2020

### Quốc tế
- Giải vô địch bóng đá trẻ Nam Mỹ: 2011[20]
- Giải vô địch bóng đá U-20 thế giới: 2011
- Cúp Siêu kinh điển Nam Mỹ: 2011, 2014
- Thế vận hội Mùa hè: Huy chương bạc 2012

### Cá nhân
- Campeonato Mineiro: Cầu thủ trẻ xuất sắc: 2010[21]